# Jardins de la Badia
Els Jardins de la Badia és un parc natural que cobreix 101 hectàrees de terres guanyades al mar a la Regió Central de Singapur, adjacent a l'embassament de la Marina. El parc està format per tres jardins litorals: Jardí de la Badia Sud (dins Marina del sud), Jardí de la Badia de l'Est (dins Marina Est) i Jardí de la Badia Central (en Nucli Cèntric i Kallang). El més gran dels jardins és el Jardí de la Badia del Sud amb 54 hectàrees. La seva Cúpula floral és l'hivernacle de vidre mes gran del món.
Els Jardins de la Badia són part dels plans per transformar la nació de Singapur de la seva "Ciutat Jardí" a una "Ciutat en un Jardí", amb l'objectiu d'aixecar la qualitat de vida mitjançant la millora de la vegetació a la ciutat. El primer ministre, Lee Hsien Loong, va anunciar al Dia Nacional del Ral·li del 2005, que els Jardins de la Badia estaven destinats a ser l'espai urbà recreatiu a l'aire lliure i una icona nacional del país.
Com un dels atractius turístics més populars de Singapur, el parc va rebre 6.4 milions de visites el 2014, tot i superar la seva marca de 20 milions d'usuaris el novembre de 2015.

## Jardí de la Badia Central
El Jardí de la Badia Central actua com un enllaç entre Jardí de la Badia Sud i el Jardí de la Badia Est. Se situa en 15 hectàrees amb un passeig marítim de 3 km. Permet fer passejades escèniques que s'estenen des del centre de la ciutat cap a l'est de Singapur.

## Jardí de la Badia de l'Est

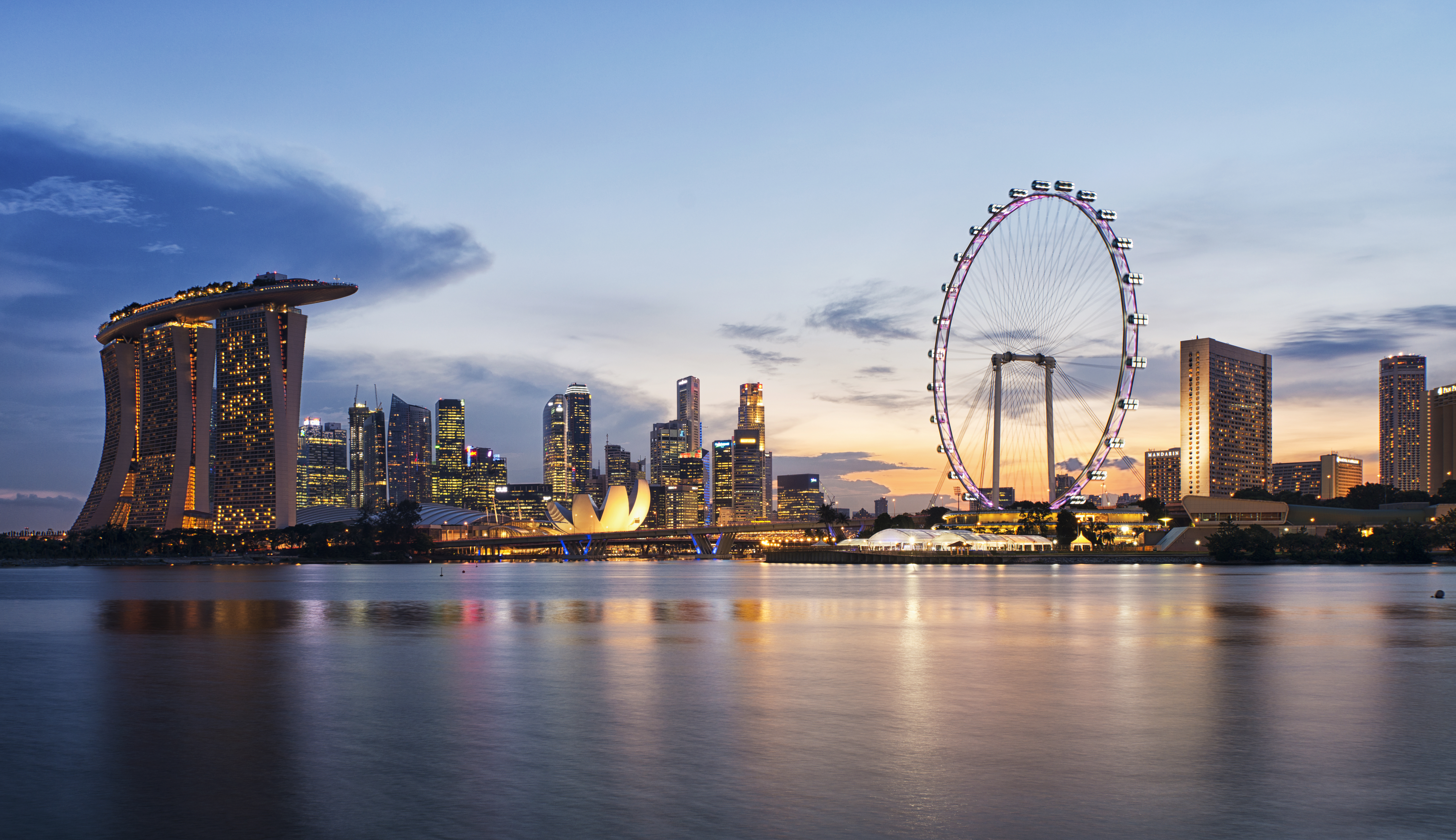
Horitzó de Singapur des dels Jardins de la Badia de l'Est

El Jardí de la Badia de l'Est té una superfície de 32 hectàrees i té una façana de 2 quilòmetres de passeig vora l'embassament de Marina. Un parc interí es va desenvolupar en aquest espai, donant suport als Jocs Olímpics d'Estiu de la Joventut de 2010. La primera fase del jardí es va obrir al públic l'octubre de 2011, permetent un accés alternatiu a la Marina Barrage.
Està dissenyat com una sèrie de grans jardins en forma de fulla tropical, cadascun amb el seu propi disseny paisatgístic específic, caràcter i tema. Hi ha cinc entrades d'aigua alineades amb la direcció del vent dominant, maximitzant i ampliant el litoral, permetent que el vent i l'aigua penetrin al lloc per ajudar a refredar les àrees d'activitat al seu voltant. La zona est de la Badia proporciona als visitants un horitzó obert amb vistes a la ciutat, amb l'aigua com a protagonista principal d'aquesta zona dels jardins.

## Jardins de la Badia Sud
El Jardí de la Badia del Sud es va obrir al públic el 29 de juny de 2012. És el més gran dels tres jardins amb 54 hectàrees. Té com a objectiu mostrar el millor art de l'horticultura tropical i l'art de la jardineria.
El concepte global del seu pla director s'inspira en una orquídia, ja que és representativa dels tròpics i de Singapur, sent la flor nacional del país, la Vanda Miss Joaquim (també coneguda com a orquídia de Singapur). L'orquídia s'alinea a la vora del mar (hivernacles), mentre que les fulles (zones de terra), els brots (camins, carreteres i enllaços) i arrels secundàries (aigua, energia i línies de comunicació) formen una xarxa integrada amb flors (jardins temàtics i Superarbres) amb interseccions clau.

### Hivernacles

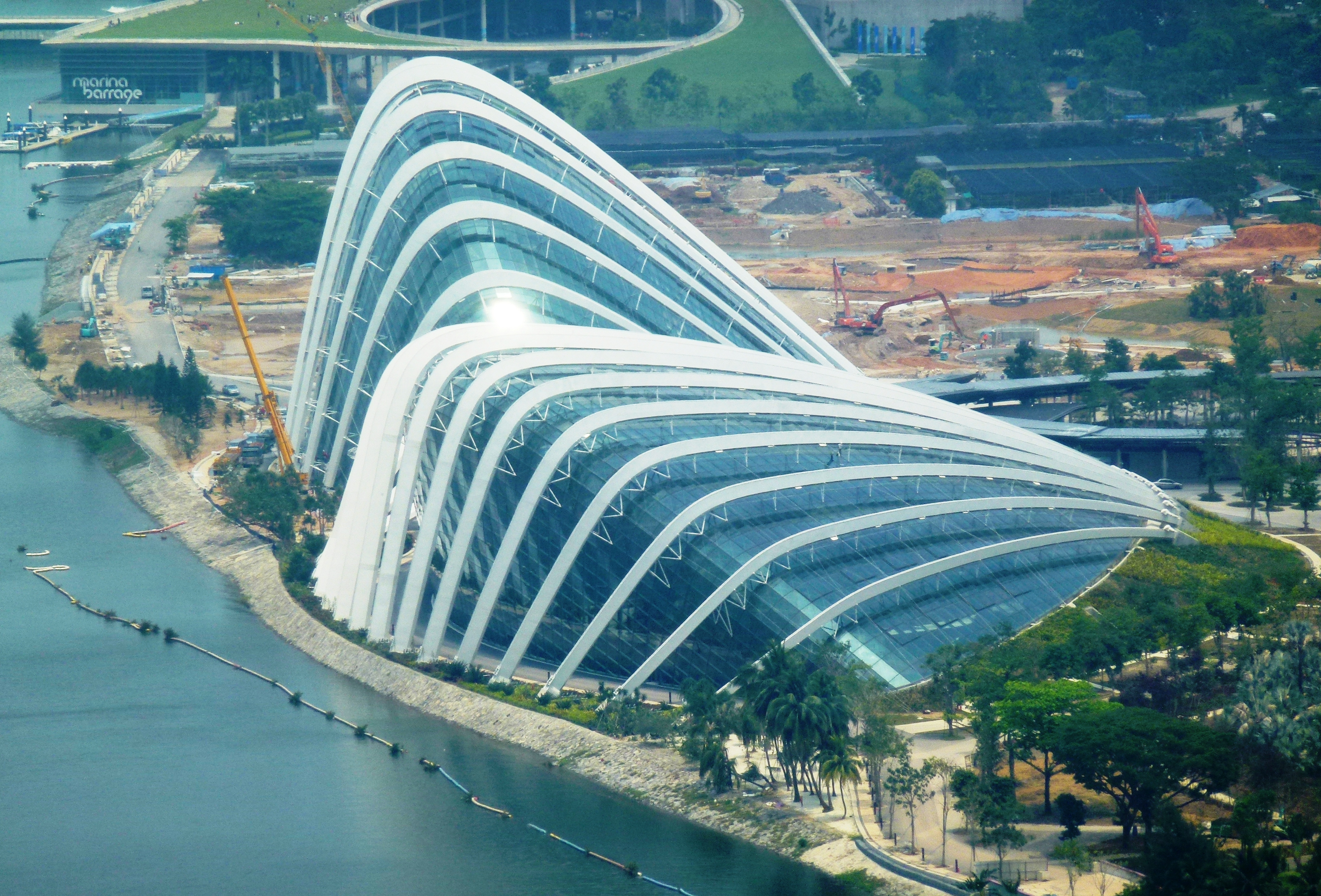
Jardins de la Badia el 2012.

El complex d'hivernacles dels Jardins de la Badia de Singapur, comprenen dos espais refrigerats – la Volta de Flor (Xinès: 花穹) i el Bosc de Núvol (Xinès: 云雾林), situat al llarg del Embassament de la Marina. El hivernacles, dissenyats per WilkinsonEyre, estan destinats a ser una mostra de construcció sostenible i d'eficàcia energètica, i per proporcionar un entreteniment educatiu dins els espais dels Jardins. Tots dos són molt grans (al voltant 1 hectàrea) i el Cúpula de Flor és l'hivernacle sense columnes més grans del món.

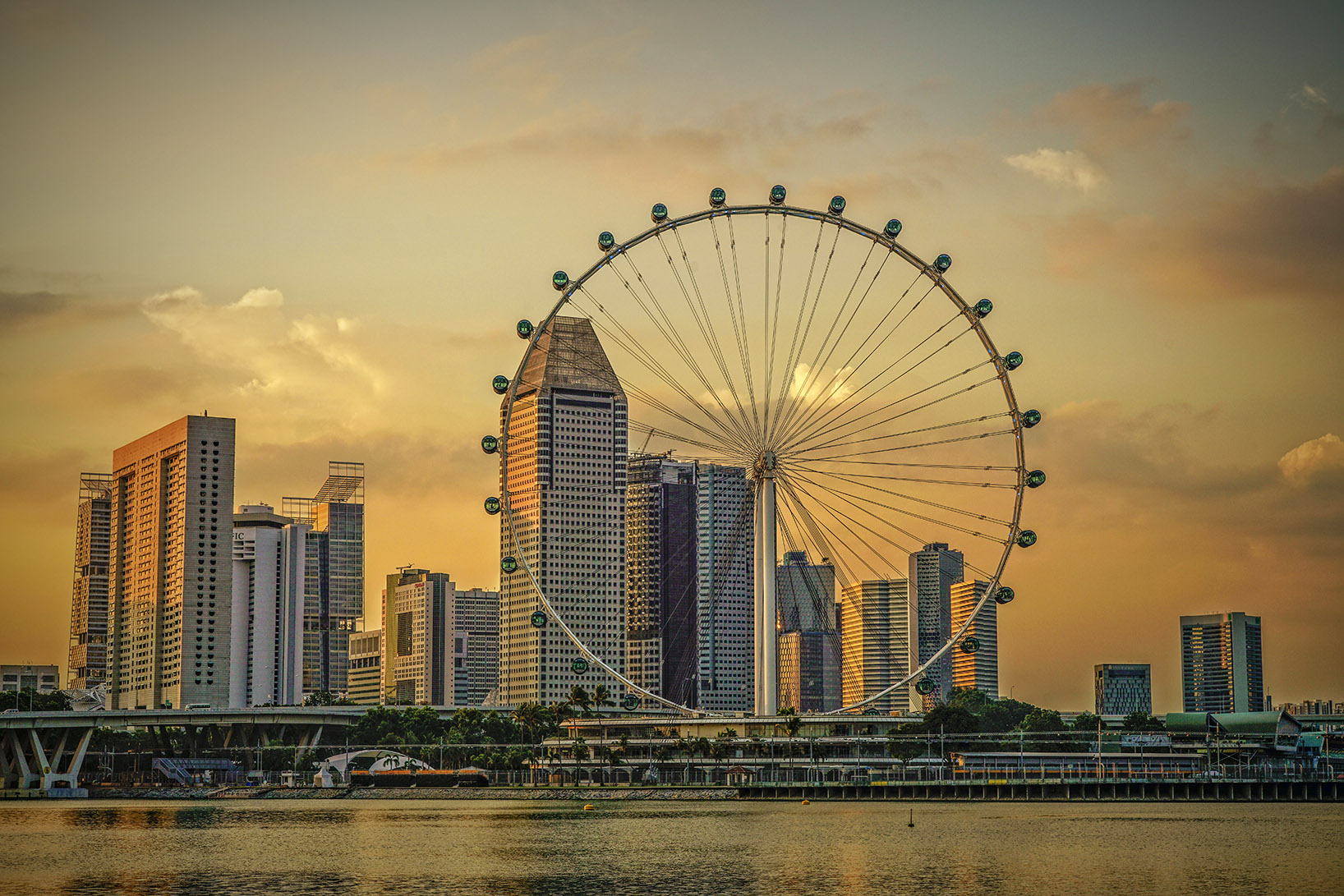
Horitzó de Singapur en una posta de sol des dels Jardins de la Badia

La construcció dels cristalls de l'edifici és especial per dos motius. En primer lloc, per se capaç de tenir un gran sostre de vidre sense suport interior addicional, com ara columnes. En segon lloc, perquè les construccions apunten fortament a minimitzar la petjada ambiental. L'aigua de pluja es recull des de la superfície i es distribueix en el sistema de refrigeració que està connectat als Superarbres. Aquests arbres s'utilitzen tant per ventilar aire calent com per refrigerar aigua en circulació.

#### Cúpula de Flor

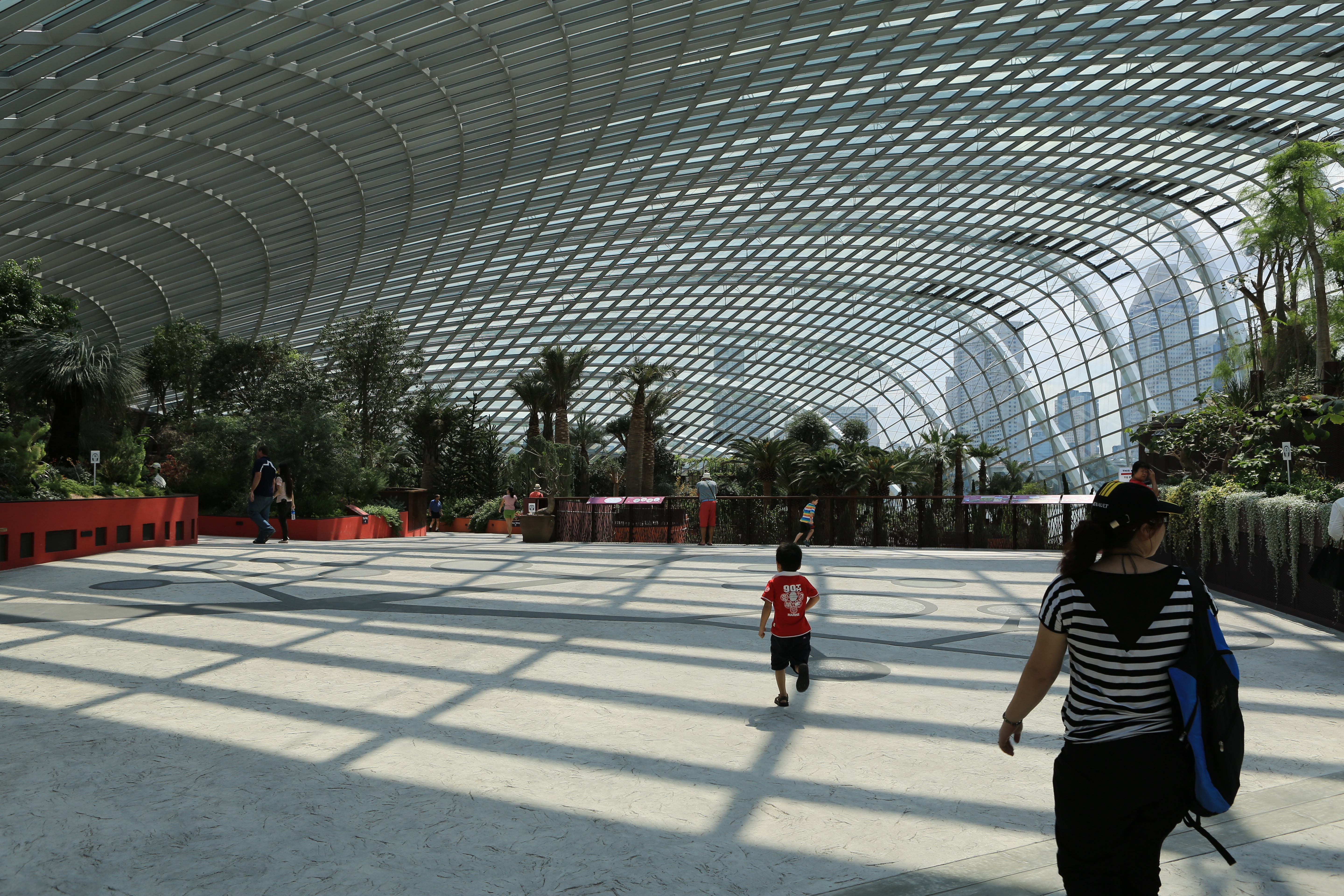
L'avinguda principal a la Cúpula de Flor.

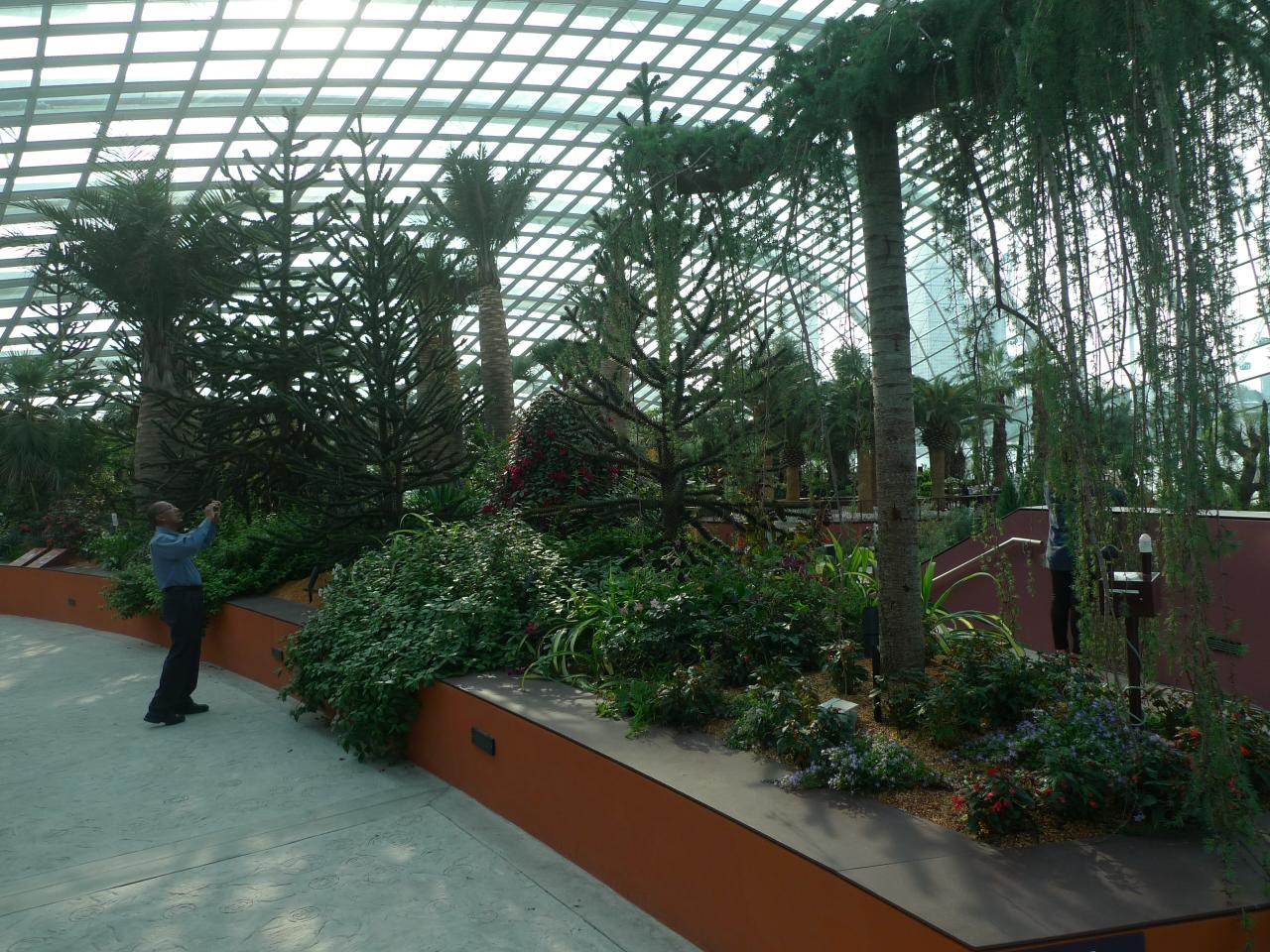
El jardí americà del sud

La Cúpula de Flor és la més baixa i la més gran de les dues, amb 1.2 hectàrees. Reprodueix un clima temperat i sec i presenta plantes que es troben a la Mediterrània i altres regions tropicals semiàrides (per exemple, parts d'Austràlia, Amèrica del Sud, Sud-àfrica).
Aquest coberta te 38 metres d'alt i manté una temperatura entre 23 °C i 25 °C, que baixa lleugerament a la nit. Hi podem trobar set jardins "diferents" així com un oliverar amb una zona d'àpats, i s'ha incorporat una zona central que permet fer exposicions i espectacles de flors que es poden promoure des de l'espai tancat.
Llista d'algunes plantes que creixen a la Cúpula de Flor:
- Xanthorrhoea glauca

#### Bosc de núvol

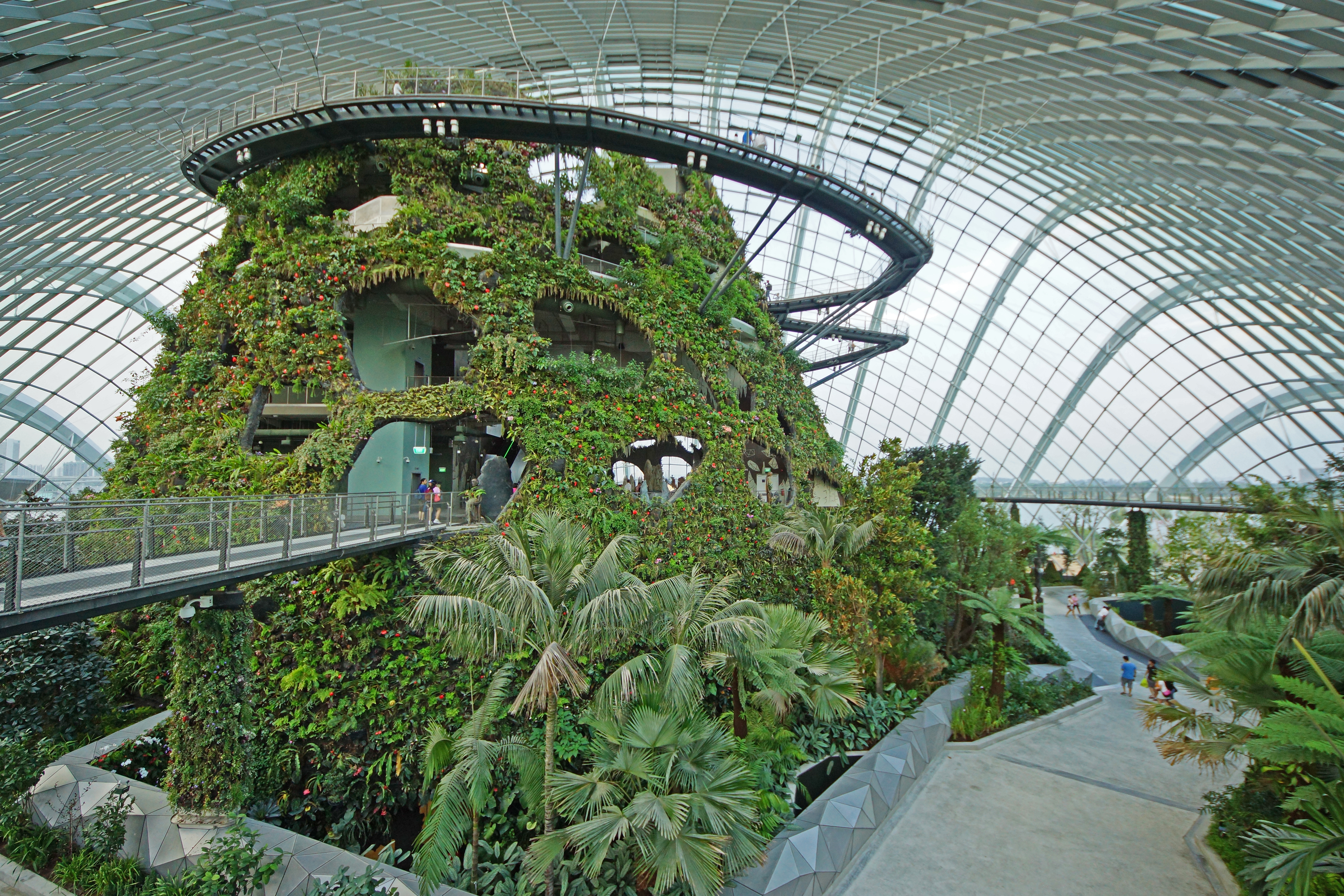
La Muntanya de Núvol

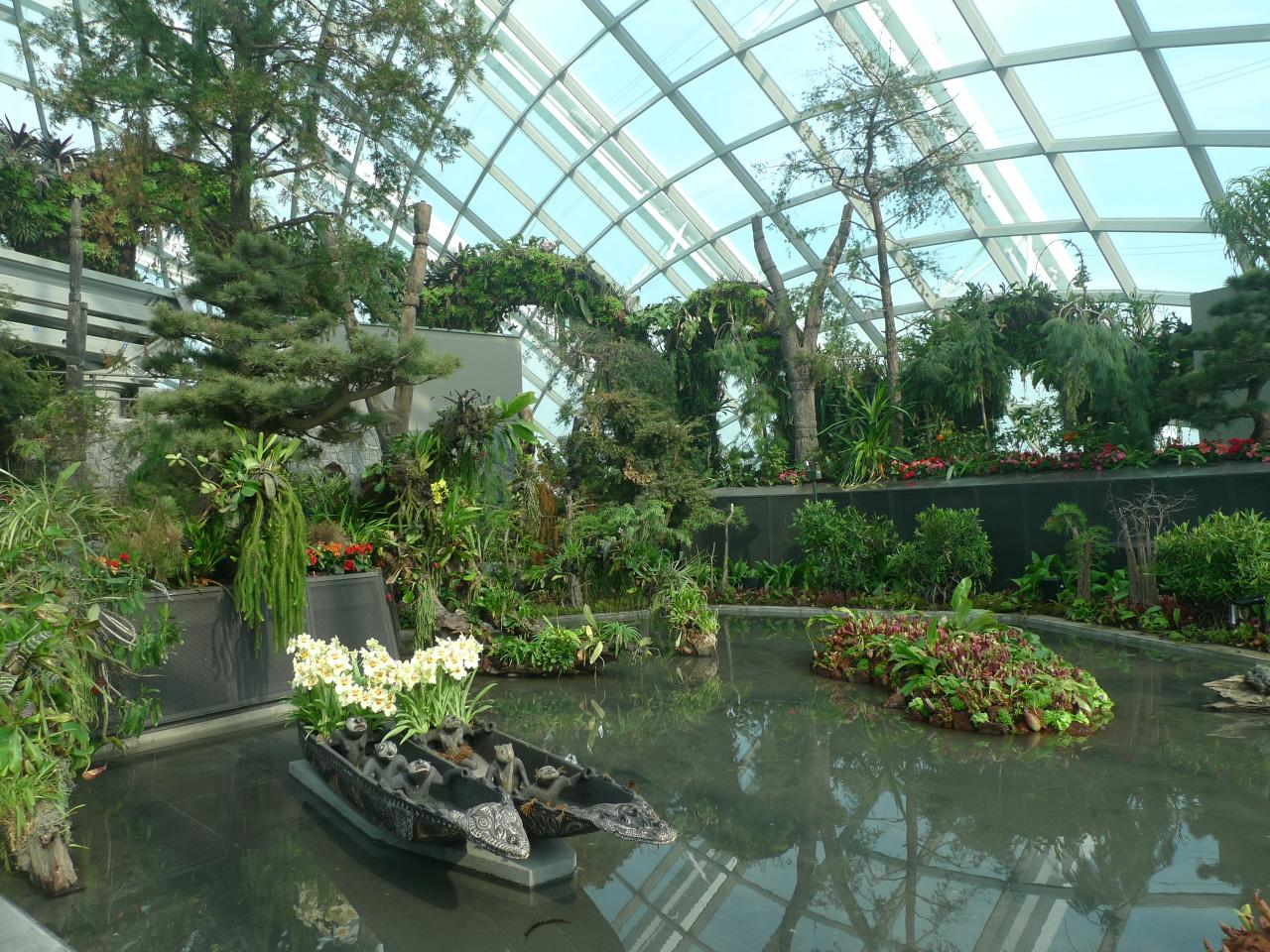
El Món Perdut

El Bosc de Núvol és més alt però lleugerament més petit a 0.8 hectàrees. Reprodueix les condicions de frescor i humitat que es troben en regions de muntanya tropical entre 1.000 i 3.000 metres per sobre el nivell del mar, al Sud-est d'Àsia, i d'Amèrica Central i del Sud. Presenta una Muntanya de Núvols de 42 metres, accessible per a un ascensor, on els visitants son capaços de baixar la muntanya a través d'un camí circular en 35 metres, amb una cascada que proporciona als visitants un aire fresc.
La "Muntanya de Núvol" és una estructura complexa, farcida d'epífits com orquídies, falgueres, licopodiàcies, bromeliàcies i aràcies. Consisteix en una sèrie de nivells, cadascun amb un tema diferent, que inclouen El Món Perdut, La Caverna, La Vista de Cascada, La Muntanya de Cristall, La Galeria de Bosc del Núvol, El Teatre de Bosc del Núvol i El Jardí Secret.
Aquí és la llista d'algunes planta créixer en el Bosc de Núvol:
- Wollemia nobilis

### Parc de Superarbres
Els Superarbres són estructures semblants a arbres que dominen el paisatge dels jardins amb alçades que oscil·len entre 25 i 50 metres. Són jardins verticals que realitzen multitud de funcions, com la plantació, l'ombrejat i el treball com a motors ambientals per als jardins.

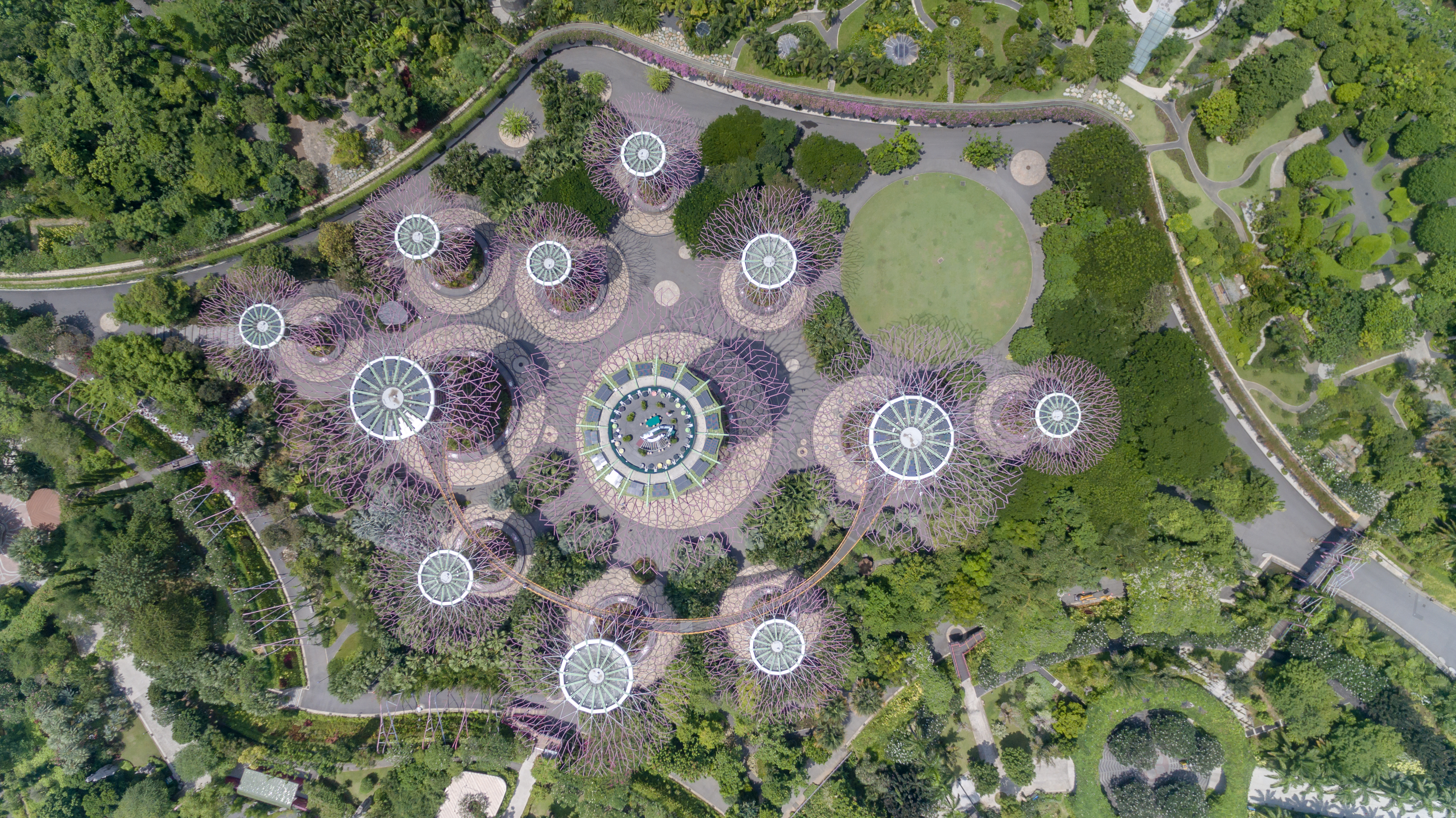
Conjunt dels Superarbres de Singapur

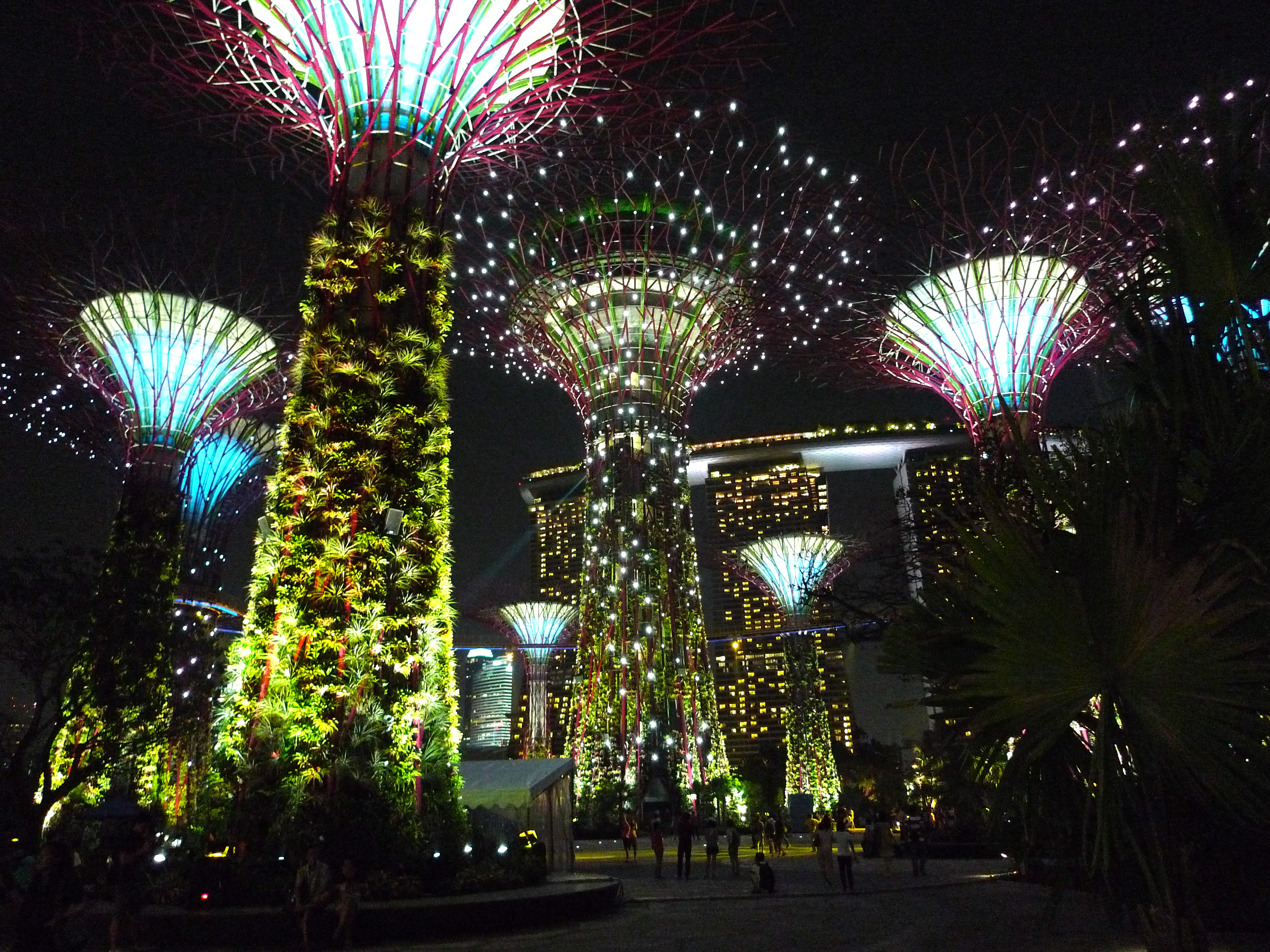
Una vista de nit dels Superarbres.

Aquestes instal·lacions acullen enclavaments de falgueres úniques, exòtiques, vinyes, orquídies i una extensa col·lecció de bromeliàcies com la Clavellina d'aire, entre altres plantes. Estan proveïts de tecnologies ambientals que imiten la funció ecològica dels arbres: cèl·lules fotovoltaiques que aprofiten l'energia solar, i que es poden utilitzar per a algunes de les funcions dels Superarbres: la il·luminació, com si treballessin amb la fotosíntesi; la recollida d'aigua de pluja per al seu creixement amb sistemes de reg i fonts. Els Superarbres també actuen com a reactors d'entrada i sortida d'aire, com a part dels sistemes de refrigeració dels hivernacles.Hi ha un passadís elevat, patrocinat per un banc privat, el passadís de l'OCBC, entre dos dels Superarbres més grans, per tal que els visitants puguin gaudir d'una vista aèria panoràmica dels jardins. Al Superarbre de 50 metres trobarem un espai de menjar i beguda. Cada nit, a les 7:45 p.m. a les 8:45 p.m., el parc de Superarbres cobra vida amb una llum coordinada i un espectacle de música anomenat Rapsòdia del Jardó. La música que acompanya a l'espectacle canvia aproximadament cada mes o més, amb temes originals de A World of Wonder i Night of Musical Theater, que inclouen fragments de pel·lícules com Jurassic Park i Pirates del Carib.
El pavelló d'Itàlia a l'Expo 2015, va presentar una estructura nomenada Albero della Vita (o "Arbre de Vida" en italià), el qual tenia una similitud als Superarbres de Singapur.

### El jardí infantil
Es un espai dissenyat per Grant Associates, que també va dissenyar els Jardins de la Badia. Es tracta d'una atracció per a nens entre 6 i 12 anys. Es va inaugurar el 21 de gener de 2014. Aquest espai es troba prop del parc d'arbres i el camí de l'aventura. El recorregut consisteix en trampolins, bigues d'equilibri, ponts penjants i altres divertiments.

### Jardins hortícoles
Hi ha dos conjunts diferenciats de jardins hortícoles que se centren en les relacions entre "Plantes i persones" i "Plantes i Planeta". Són una part important del programa d'educatiu dels jardins, que pretén apropar el coneixement de les plantes al públic. El tema "Plantes i persones" presenta un jardí com a patrimoni que destaca els diferents grups culturals de Singapur i l'important paper que les plantes exerceixen en les seves respectives cultures, així com en la història colonial del país. També se centra en plantes econòmicament importants a Singapur i al sud-est asiàtic. El tema "Plantes i Planeta" fa èmfasi en la xarxa de les relacions entre les diferents plantes dins d'un entorn forestal fràgil, que mostra la biodiversitat de la vida vegetal del planeta.

### Mercat de flor i espai principal d'esdeveniments (Fase 2 en desenvolupament)

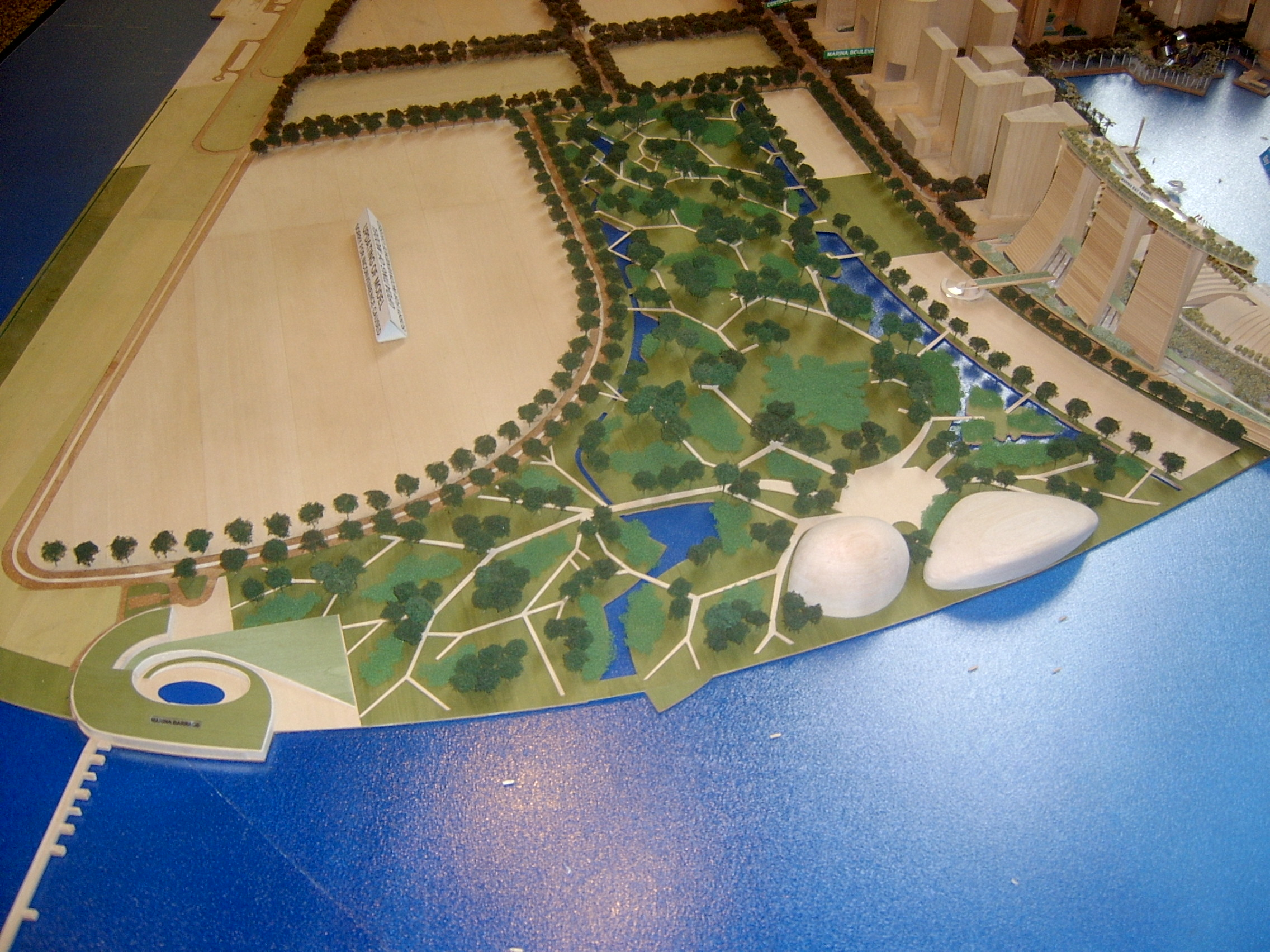
Model de l'Autoritat per la Reurbanització Urbana del futur jardí de Marina Sud.

El Mercat de les Flors serà el recinte principal d'entrada als Jardins. Inclourà un espai d'esdeveniments a cobert, venda al detall i diversos punts de comerç d'aliments i begudes. L'espai principal d'esdeveniments és una gespa exterior de 2 hectàrees amb un escenari per celebrar actuacions.

## Connexions de transport
L'estació mes propera del Metro de Singapur es l'estació MRT Bayfront. L'estació dels Jardins de la Badia MRT, actualment en construcció, esta previst que s'obri el 2021. La línia d'autobús 400 també dona servei als Jardins.

## En la cultura popular
- El planeta de Xandar en l'adaptació de pel·lícula de Guardians de la Galàxia, va agafar inspiració en aquesta ubicació.[16]
- La sèrie documental Planet Earth II presenta el Parc de Superarbres dins Episodi 7, "Un Món de Meravella."
- El parc va ser presentat el 2015 a la pel·lícula, Hitman: Agent 47.[17][18][19][20]
- En el videojoc Call of Duty: Black Ops III del 2015 es porta a terme una missió sencera.[21][22][23]
- La sèrie d'anime Plastic Memories presenta les ubicacions inspirades en els superarbres dels jardins.[24]
- El Parc de Superarbres va ser presentat el 2018 a la pel·lícula, Crazy Rich Asians.[25]